# Lac Anderson

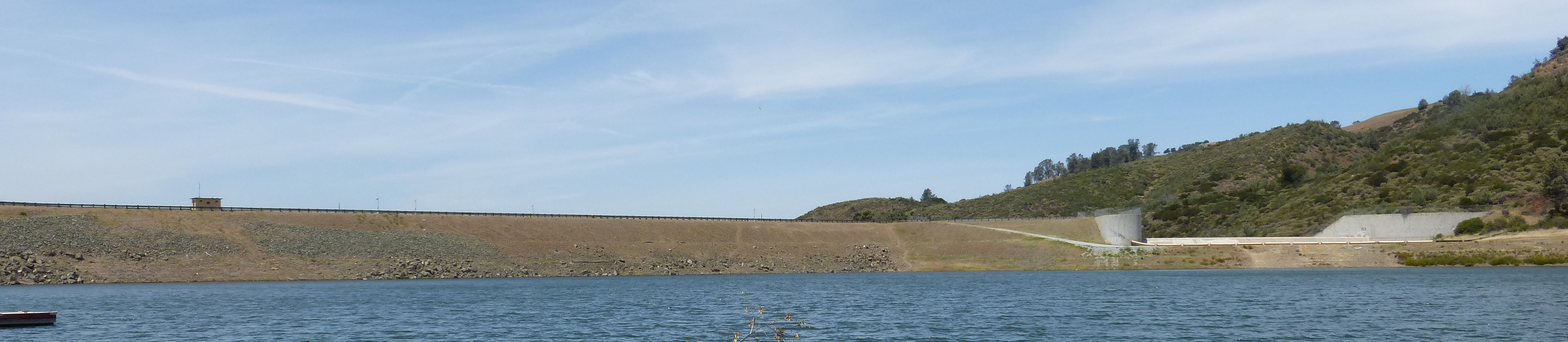
Barrage Anderson avec le réservoir visible à droite.

Anderson Lake, également connu sous le nom de Anderson Reservoir, est un lac de barrage situé dans le comté de Santa Clara, en Californie, aux États-Unis, près de Morgan Hill. Le réservoir est formé par le barrage de Coyote Creek (en), juste en dessous de sa confluence avec Las Animas Creek. Un parc du comté de 1.730 ha entoure le réservoir et permet des activités limitées de pêche no-kill, pique-nique et randonnée. Bien que la baignade soit interdite, le nautisme, le ski nautique et le jet-ski y sont autorisés.

## Histoire
Le réservoir a été créé en 1950 par la construction du barrage Anderson à travers Coyote Creek dans les contreforts des montagnes de la chaîne Diablo à l'est de Morgan Hill. Le réservoir et le barrage portent le nom de Leroy Anderson, l'un des principaux fondateurs et premier président du Santa Clara Valley Water District (en) (SCVWD). C'est le plus grand réservoir du district.

## Barrage Anderson
Le barrage en terre mesure 440 mètres de long par 270 mètres de large et 72 mètres de haut ; il se trouve le long de la faille de Coyote Creek sur le Coyote Road, à l'est de Morgan Hill. Le réservoir lui-même est situé parallèlement à la faille de Calaveras (en), qui va de Hollister (Californie) à Milpitas. Il retient plus de 110 000 000 m3 d'eau lorsqu'il est plein, soit plus que les neuf autres réservoirs du comté réunis.

## Risque de rupture de barrage
En janvier 2009, une étude sismique de routine préliminaire a envisagé l'éventualité qu'un séisme de grande magnitude (6,6 à l'épicentre du barrage, ou 7,2 à un mile) pourrait entraîner des inondations à Morgan Hill et aussi loin que San José (Californie). En réponse, le Santa Clara Valley Water District (SCVWD) a abaissé le niveau d'eau à 74% de sa capacité et a annoncé une analyse plus approfondie de la situation, qui pouvait aboutir à la modernisation du barrage si nécessaire. 
En octobre 2010, une mise à jour des résultats a indiqué que le barrage pourrait s'écrouler si un tremblement de terre de magnitude 7,25 avait lieu à moins de 2 kilomètres de celui-ci, libérant potentiellement un mur d'eau de 11 mètres de haut dans le centre-ville de Morgan Hill en 14 minutes, et de 2,4 mètres dans San Jose dans les trois heures. En réponse, le SCVWD a abaissé l'eau à 54% de sa pleine capacité, ce qui correspond à 18 mètres sous sa crête.
En juillet 2011, le SCVWD a publié un rapport indiquant que l'étude de stabilité sismique du barrage Anderson était terminée. La restriction de stockage qui était en place depuis octobre 2010 fut ajustée, autorisant 12 pieds supplémentaires de stockage, qui se montait à 68 pour cent de la capacité du barrage, contre 57 pour cent. Le district de l'eau a lancé un projet d'immobilisations en vue d'une rénovation sismique d'ici la fin de 2018. La restriction d'exploitation devait rester en place jusqu'à la fin du projet et les travaux  devaient coûter au moins 100 millions d'US $.
En décembre 2016, le SCVWD rapporte qu'une analyse géotechnique plus poussée indique que des travaux plus importants devaient être effectués sur le barrage : celui-ci devait être démoli et reconstruit, le barrage existant étant construit sur des dépôts alluviaux susceptibles de se liquéfier lors d'un tremblement de terre. En conséquence, le coût estimé est passé à 400 millions de dollars et le début des travaux a été reporté à 2020, l'achèvement étant prévu pour 2023-2024.
Après des années d'études supplémentaires et d'actions transitoires, la Federal Energy Regulatory Commission a rejeté les plans du district de l'eau, le jugeant insuffisants pour faire face au risque de catastrophe et a ordonné le 20 février 2020 que l'abaissement du réservoir en stockage à sec commence au plus tard le 1er octobre. La lettre notifiait : « actions to date do not demonstrate an appropriate sense of urgency » (« les mesures prises à ce jour ne démontrent pas un sentiment d’urgence approprié »), concernant le risque de catastrophe en cas de tremblement de terre.

## Inondations à San Jose

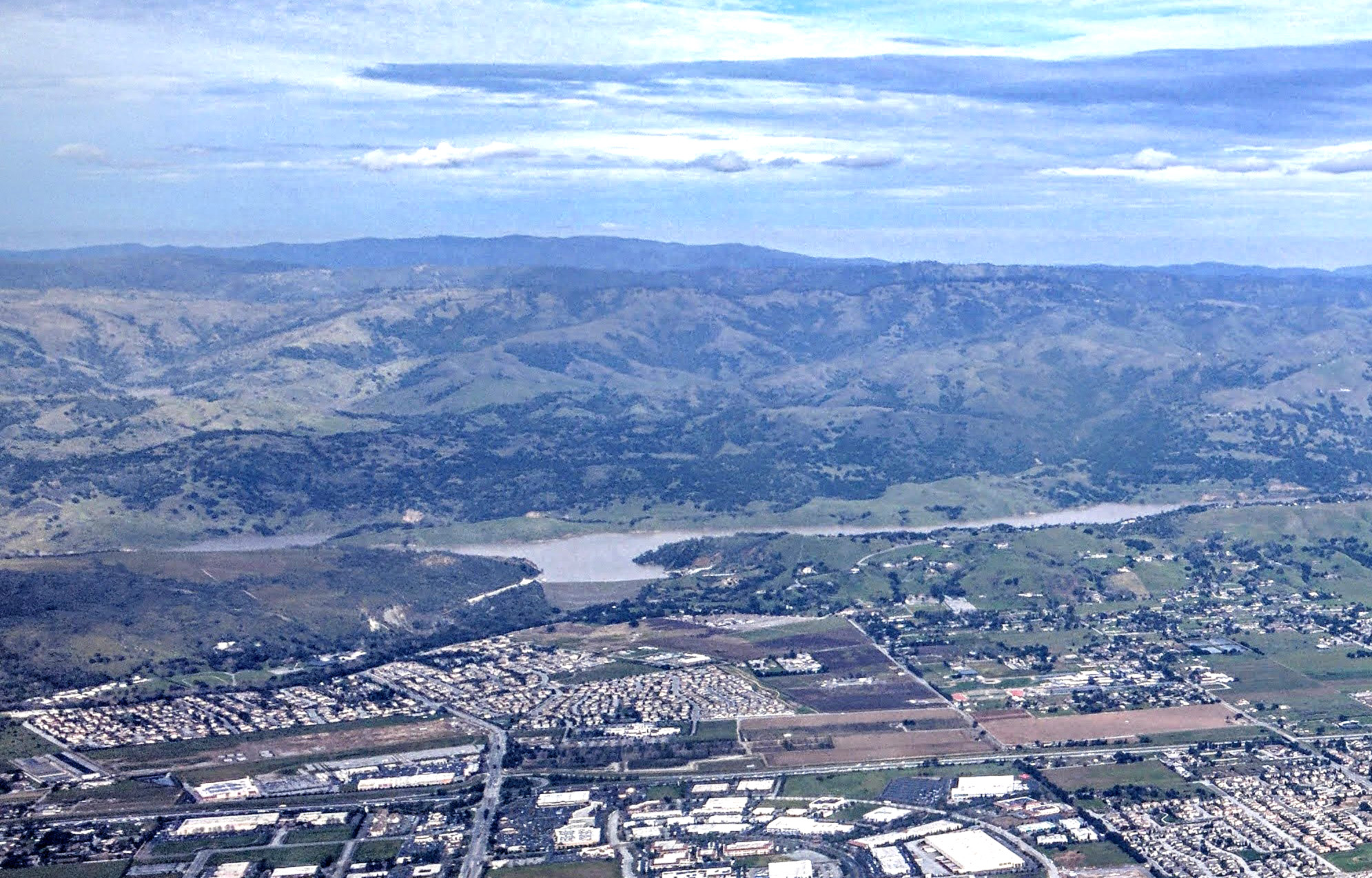
L'Anderson Reservoir, au-dessus de Morgan Hill et de San Jose, Californie, presque à pleine capacité, deux semaines après que son débordement a inondé les quartiers de San Jose.

Le 21 février 2017, lors des inondations en Californie de 2017 (en), le réservoir a atteint jusqu'à 104% de sa capacité, créant un débit important sur le déversoir dans Coyote Creek, qui a débordé et inondé les quartiers Rock Springs / Summerside, Olinder, Naglee Park (en), Roosevelt, Wooster-Tripp et Berryessa de San José le long de la U.S. Route 101, entre le réservoir et le sud de la baie de San Francisco.

## Anderson Lake County Park
Les 1,730 ha du Anderson Lake County Park sont gérés par le Santa Clara County Parks and Recreation Department (en). Outre le plus grand réservoir du comté, on y trouve les sentiers à usage multiple du Coyote Creek Parkway, le site historique du parc de Jackson Ranch, le parc Moses L. Rosendin, le Burnett Park et le centre de visiteurs Anderson Lake. Coyote Creek Parkway, un sentier pavé le long de Coyote Creek qui mène à 24 km au nord du Hellyer County Park (en), est utilisé pour la randonnée pédestre, le jogging, le vélo, l'équitation et le patinage.

## Environnement
En 2017, le California Office of Environmental Health Hazard Assessment (en) a émis un avis de sécurité pour tout poisson capturé dans le lac Anderson en raison des niveaux élevés de mercure et de PCB.